# Elecciones municipales de Cajamarca de 1986
Las elecciones municipales de Cajamarca de 1986 se llevaron a cabo el 9 de noviembre de 1986 para elegir al alcalde y al Concejo Provincial del Cajamarca para el periodo 1987-1989. La elección se celebró simultáneamente con elecciones municipales en todo el país.

## Sistema electoral
La Municipalidad Provincial de Cajamarca es el órgano administrativo y de gobierno de la provincia de Cajamarca. Está compuesta por el alcalde y el Concejo Provincial.
La votación del alcalde y el concejo se realiza en base al sufragio universal, que comprende a todos los ciudadanos nacionales mayores de dieciocho años, empadronados y residentes en la provincia de Cajamarca y en pleno goce de sus derechos políticos, así como a los ciudadanos no nacionales residentes y empadronados en la provincia de Cajamarca.
El Concejo Provincial de Cajamarca está compuesto por 19 regidores elegidos por sufragio directo para un período de tres (3) años, en forma conjunta con la elección del alcalde (quien lo preside). La votación es por lista cerrada y bloqueada. Se asigna a la lista ganadora los escaños según el método d'Hondt o la mitad más uno, lo que más le favorezca.

## Composición del Concejo Provincial de Cajamarca
La siguiente tabla muestra la composición del Concejo Provincial de Cajamarca antes de las elecciones.
| Partidos | Partidos                  | Regidores |
| -------- | ------------------------- | --------- |
|          | Partido Aprista Peruano   | 11        |
|          | Acción Popular            | 3         |
|          | Izquierda Unida           | 3         |
|          | Partido Popular Cristiano | 2         |

## Partidos y candidatos
A continuación se muestra una lista de los principales partidos y alianzas electorales que participaron en las elecciones:
| Candidatura | Candidatura | Partidos y alianzas | Candidatos | Candidatos                    | Ideología                                               | Resultado previo | Resultado previo | Ref. |
| Candidatura | Candidatura | Partidos y alianzas | Candidatos | Candidatos                    | Ideología                                               | Votos (%)        | Reg.             | Ref. |
| ----------- | ----------- | --- | ---------- | ----------------------------- | ------------------------------------------------------- | ---------------- | ---------------- | ---- |
|             | APRA        | Lista - Partido Aprista Peruano (APRA) |            | Eloy García Guevara           | Aprismo                                                 | 47.52%           | 11               |      |
|             | IU          | Lista - Izquierda Unida (IU) – Unión de Izquierda Revolucionaria (UNIR) – Partido Unificado Mariateguista (PUM) – Partido Socialista Revolucionario (PSR) – Partido Comunista Revolucionario (PCR) – Partido Comunista Peruano (PCP) – Frente Obrero Campesino Estudiantil y Popular (FOCEP) |            | Segundo Arrestegui Angaspilco | Marxismo-leninismo Mariateguismo Socialismo democrático | 18.04%           | 3                |      |
|             | PPC         | Lista - Partido Popular Cristiano (PPC) |            | César Saldaña Barboza         | Conservadurismo social Humanismo Democracia cristiana   | 14.90%           | 2                |      |

## Resultados

### Sumario general
|                        |                                 |              |              |              |           |           |
| Partidos y coaliciones | Partidos y coaliciones          | Voto popular | Voto popular | Voto popular | Regidores | Regidores |
| Partidos y coaliciones | Partidos y coaliciones          | Votos        | %            | ±pp          | Total     | +/−       |
|                        | Partido Aprista Peruano (APRA)  | 27,696       | 60.89        | +13.37       | 12        | +1        |
|                        | Izquierda Unida (IU)            | 15,704       | 34.52        | +16.48       | 7         | +4        |
|                        | Partido Popular Cristiano (PPC) | 2,089        | 4.59         | –10.31       | 0         | –2        |
|                        |                                 |              |              |              |           |           |
| Total                  | Total                           | 45,489       |              |              | 19        | ±0        |
|                        |                                 |              |              |              |           |           |
| Votos válidos          | Votos válidos                   | 45,489       | 78.46        | +5.31        |           |           |
| Votos en blanco        | Votos en blanco                 | 3,430        | 5.92         | –3.08        |           |           |
| Votos nulos            | Votos nulos                     | 9,056        | 15.62        | –2.23        |           |           |
| Votos emitidos         | Votos emitidos                  | 57,975       | 75.83        | +14.01       |           |           |
| Abstenciones           | Abstenciones                    | 18,477       | 24.17        | –14.01       |           |           |
| Votantes registrados   | Votantes registrados            | 76,452       |              |              |           |           |
|                        |                                 |              |              |              |           |           |
| Fuente:                |                                 |              |              |              |           |           |

## Elecciones municipales distritales

### Resultados por distrito
La siguiente tabla enumera el control de los distritos de la provincia de Cajamarca. El cambio de mando de una organización política se resalta del color de ese partido.
| Distrito           | Alcalde(sa) titular        | Partido político | Partido político        | Alcalde(sa) electo(a)        | Partido político | Partido político        |
| ------------------ | -------------------------- | ---------------- | ----------------------- | ---------------------------- | ---------------- | ----------------------- |
| Asunción           | Alejandro Tello Narro      |                  | Partido Aprista Peruano | Juan Miranda Rojas           |                  | Partido Aprista Peruano |
| Chetilla           | Carlos Mendoza Terán       |                  | Acción Popular          | Marcos Chavarri Bardales     |                  | Partido Aprista Peruano |
| Cospán             | Luis Aréstegui Alcántara   |                  | Partido Aprista Peruano | Gilberto Aréstegui Alcántara |                  | Partido Aprista Peruano |
| Encañada           | José Pajares Bringas       |                  | Partido Aprista Peruano | Francisco Briones Lozano     |                  | Partido Aprista Peruano |
| Jesús              | Aurelio Sánchez Villanueva |                  | Partido Aprista Peruano | Silvio Vargas Álvarez        |                  | Partido Aprista Peruano |
| Llacanora          | Leoncio Linares Salazar    |                  | Partido Aprista Peruano | Leónidas Ocas Rayco          |                  | Partido Aprista Peruano |
| Los Baños del Inca | José Polanco Huatay        |                  | Partido Aprista Peruano | César Ángeles Ravines        |                  | Partido Aprista Peruano |
| Magdalena          | Pedro Pretel Sagástegui    |                  | Acción Popular          | Marco Bazán Vásquez          |                  | Partido Aprista Peruano |
| Matara             | José Arista Bueno          |                  | Partido Aprista Peruano | José Arista Bueno            |                  | Partido Aprista Peruano |
| Namora             | Alindor Cueva Rodríguez    |                  | Partido Aprista Peruano | Gonzalo Cerquín Cortez       |                  | Partido Aprista Peruano |
| San Juan           | Julio Correa Ortiz         |                  | Partido Aprista Peruano | Juan Correa Sáenz            |                  | Partido Aprista Peruano |